# Sange (Finnentrop)

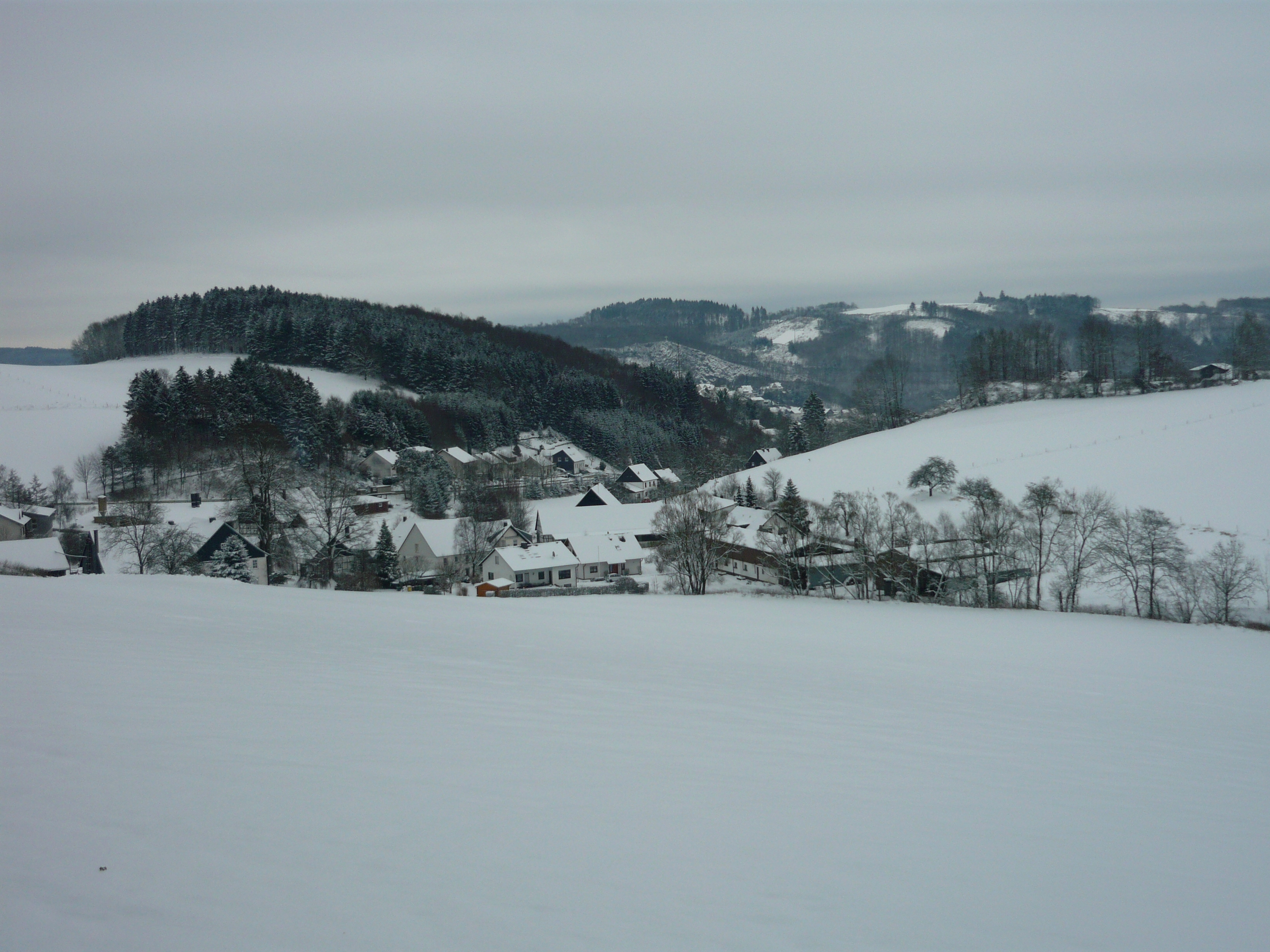
Sange im Winter

Sange ist ein Dorf im südlichen Sauerland mit rund 70 Einwohnern, das zur Gemeinde Finnentrop im Kreis Olpe in Nordrhein-Westfalen gehört.
Der Ort liegt in einem geschützten Talkessel am Fuße des Berges Stockhagen (439 m) und südlich der höchsten Erhebung (508 m). Der Name Sange deutet auf Hügel- oder Reihengräber in germanischer Zeit hin: auf den Sangen begraben.
Ein gesicherter früher Hinweis auf die Existenz des Ortes Sange ergibt sich aus einer Urkunde vom 1. Dezember 1326. Demnach bekam ein Gobelinus de Sange von Theodericus, miles de Snellenbergh (Ritter von Schnellenberg) ein Gut in Heggen übertragen. Um das Jahr 1830 bestand Sange aus sechs Höfen, nämlich Cordes, Fröhlings, Halleken, Sangermann, Schwarten und Wilmes. Von diesen Höfen wurden Mitte der 1990er Jahre noch vier bewirtschaftet.
Obgleich die Landwirtschaft rückläufig ist und sich in Sange einige gewerbliche Betriebe angesiedelt haben, hat der Ort seinen ländlichen Charakter erhalten.